# Dolní Bezděkov (Bratronice)
Dolní Bezděkov je vesnice, část obce Bratronice v okrese Kladno ve Středočeském kraji. V roce 2011 zde trvale žilo 128 obyvatel. Leží 2,5 kilometru severovýchodně od Bratronic. Při západním okraji protéká potok Loděnice. Zastavěná část se nachází v nadmořské výšce 355–385 metrů.

## Historie
První písemná zmínka o vesnici pochází z roku 1384.

## Obyvatelstvo
| Rok            | 1869 | 1880 | 1890 | 1900 | 1910 | 1921 | 1930 | 1950 | 1961 | 1970 | 1980 | 1991 | 2001 | 2011 | 2021 |
| -------------- | ---- | ---- | ---- | ---- | ---- | ---- | ---- | ---- | ---- | ---- | ---- | ---- | ---- | ---- | ---- |
| Počet obyvatel | 186  | 239  | 265  | 301  | 263  | 283  | 269  | 196  | 202  | 180  | 126  | 95   | 88   | 128  | 129  |
| Počet domů     | 20   | 30   | 32   | 36   | 39   | 42   | 49   | 51   | 48   | 48   | 43   | 46   | 50   | 53   | 52   |

## Obecní správa
Při sčítání lidu v letech 1850–1893 Dolní Bezděkov byl osadou obce Bezděkov v okrese Smíchov. V letech 1893–1923 byl osadou obce Horní Bezděkov v okrese Kladno. V letech 1923–1979 byl samostatnou obcí v okrese Kladno. Od 1. ledna 1980 je částí obce Bratronice v okrese Kladno.

## Fotogalerie

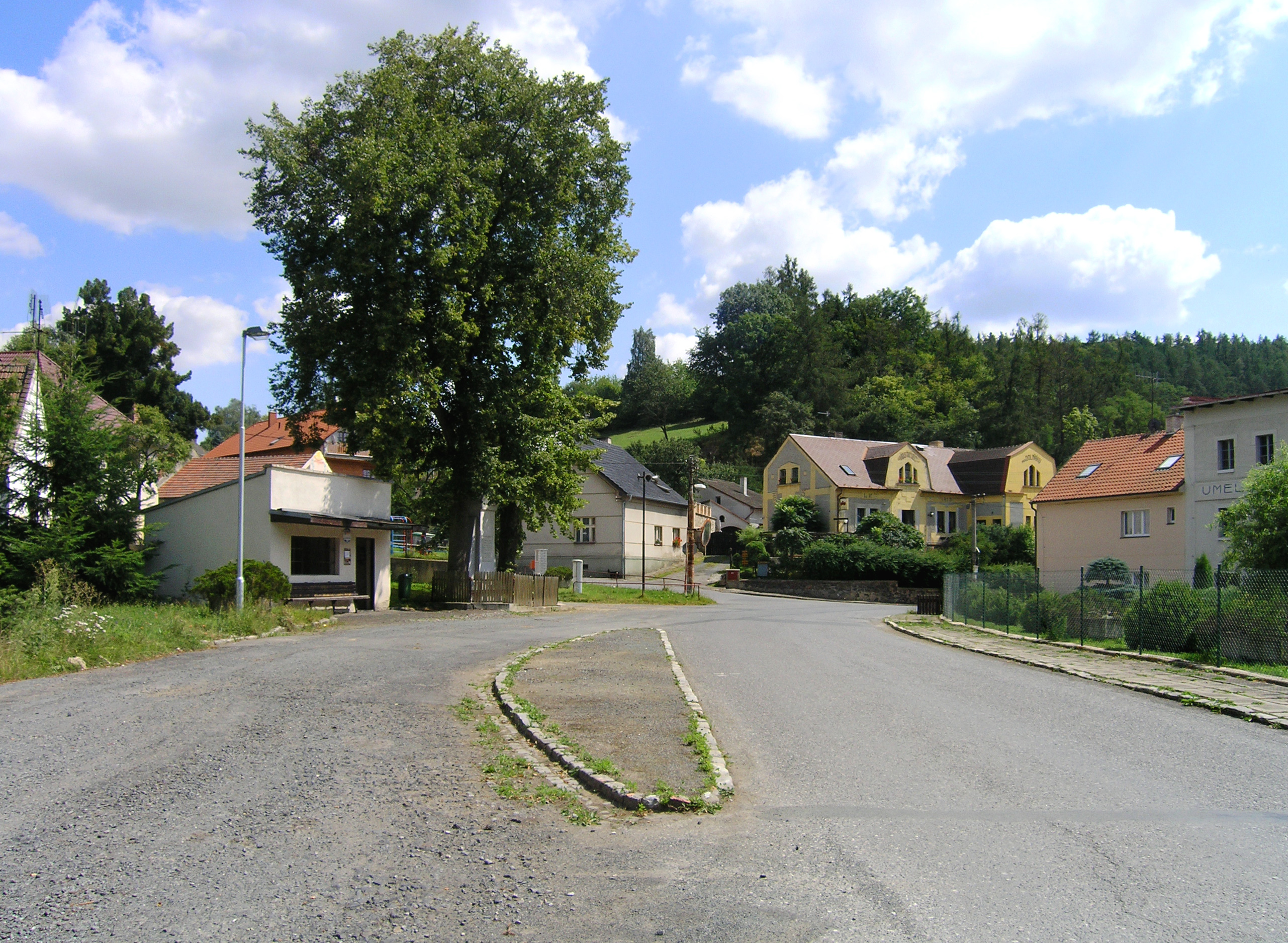
Náves
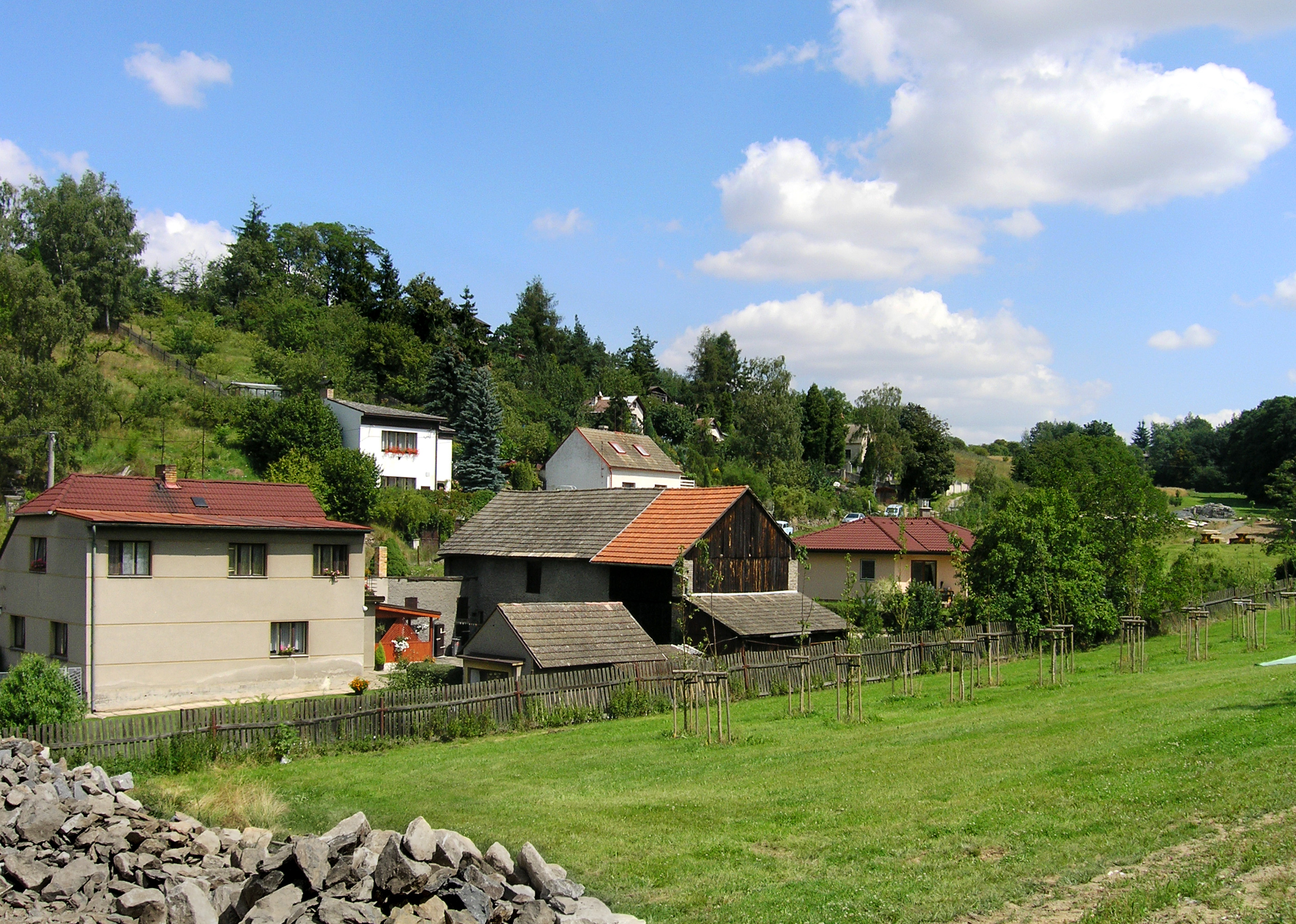
Východní část vesnice
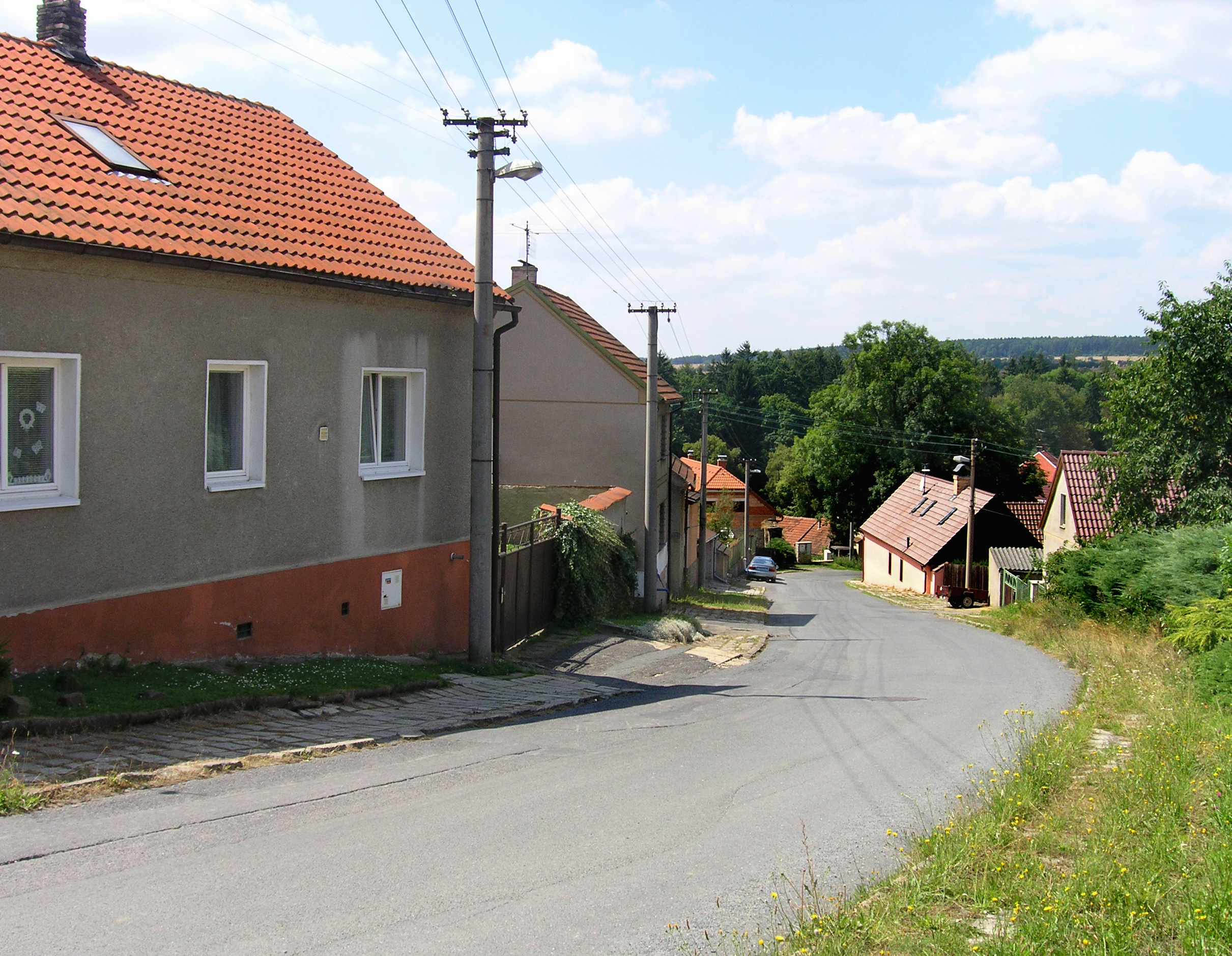
Silnice k Hornímu Bezděkovu